# Gunnar Zetterström
Gunnar Emil Zetterström, född 8 januari 1902 i Stockholm, död 2 augusti 1965 i Stockholm, var en svensk målare.
Han studerade målning för Carl Wilhelmson, och målade stilleben, landskapsskildringar och stadsmotiv, ofta av Stockholm. Han medverkade i en grupputställning på Holmquists konstsalong 1946 och i ett flertal samlingsutställningar.  Zetterström finns representerad i Stockholms stadsmuseum. Han är begravd på Skogskyrkogården i Stockholm.